# Daniel Toscan du Plantier

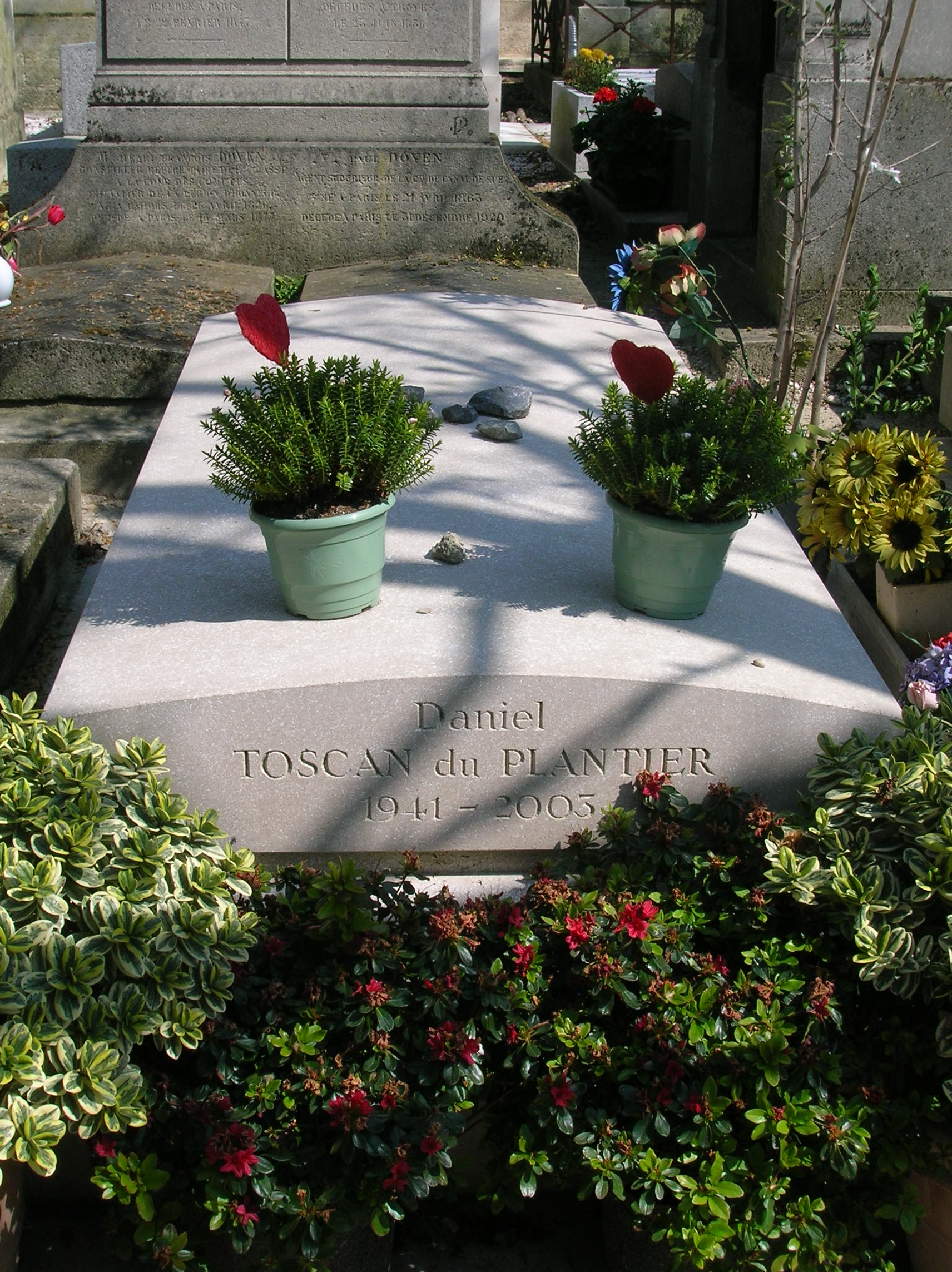
Toscan du Plantiers Grab auf dem Friedhof Père-Lachaise

Daniel Toscan du Plantier (* 7. April 1941 in Chambéry; † 11. Februar 2003 in Berlin) war ein französischer Filmproduzent.

## Leben
Daniel Toscan du Plantier begann Mitte der 1970er Jahre damit, Filme zu produzieren. Darunter waren Zusammenarbeiten mit Werner Herzog, Federico Fellini, Rainer Werner Fassbinder, Ingmar Bergman, Peter Greenaway und João César Monteiro. Einen Auftritt als Darsteller hat er in 101 Nacht – Die Träume des M. Cinema (Les Cent et une nuits de Simon Cinéma, 1996, Regie: Agnès Varda).
Toscan du Plantier war Professor an der Filmhochschule IDHEC, zwischen 1975 und 1985 Generaldirektor des Gaumont-Konzerns und ab 1988 Präsident von Unifrance. Nachdem Gaumont ihn Anfang 1985 von seiner Funktion entbunden hatte, übernahm er die Leitung des Musikverlages Erato. Auch dort war er bald wieder, mit der von ihm neu geschaffenen Gesellschaft Erato Films, als Filmproduzent tätig. Seit 1992 war er zudem Präsident der Académie des Arts et Techniques du Cinéma, die den Filmpreis César vergibt. 1995 rief er gemeinsam mit dem US-amerikanischen Journalisten Edward Behr die Prix Lumières ins Leben. 
Toscan du Plantier war viermal verheiratet – zuerst, seit 1965, mit der Schauspielerin Marie-Christine Barrault, danach mit der Regisseurin Francesca Comencini, danach mit der Fernsehproduzentin Sophie Bouniol, die im Dezember 1996 im irischen County Cork ermordet wurde, danach mit der Schauspielerin und späteren Leiterin des „Festival International du Film de Marrakech“ Mélita Nikolic.
Toscan du Plantier starb im Februar 2003 im Alter von 61 Jahren in Berlin, als er sich bei den dortigen Filmfestspielen aufhielt.

## Filmografie (Auswahl)
- 1979: Nosferatu – Phantom der Nacht (Regie: Werner Herzog)
- 1980: Fellinis Stadt der Frauen (La Città delle donne, Regie: Federico Fellini)
- 1982: Flucht nach Varennes (La Nuit de Varennes, Regie: Ettore Scola)
- 1982: Querelle (Regie: Rainer Werner Fassbinder)
- 1982: Fanny und Alexander (Fanny och Alexander, Regie: Ingmar Bergman)
- 1983: Auf das, was wir lieben (À nos amours), Regie: Maurice Pialat
- 1987: Die Sonne Satans (Sous le soleil de Satan), Regie: Maurice Pialat
- 1989: Der Koch, der Dieb, seine Frau und ihr Liebhaber (The Cook the Thief His Wife & Her Lover, Regie: Peter Greenaway)
- 1990: Korczak (Regie: Andrzej Wajda)
- 1991: Van Gogh (Regie: Maurice Pialat)
- 1995: Les Misérables (Regie: Claude Lelouch)
- 1996: Désiré (Regie: Bernard Murat)
- 1997: Das Becken von John Wayne (Regie: João César Monteiro)

## Prix Daniel Toscan du Plantier
Seit 2008 wird von der Académie des Arts et Techniques du Cinéma der Prix Daniel Toscan du Plantier für herausragende französische Filmproduzentinnen oder –produzenten vergeben.